# 燕子砭镇
燕子砭镇是中华人民共和国陕西省汉中市宁强县下辖的一个镇，位于宁强县西部，居陕、甘、川三省交界处，南北与四川、甘肃接壤，东西与本县阳平关镇、安乐河相接。本镇面积230平方公里，辖20个行政村，人口26696人。燕子砭镇濒临嘉陵江，曾是重要的水运码头。宝成铁路从西岸经过。1996年，西岸的千丘镇与燕子砭乡、新场乡、中坝乡合并成立新的燕子砭镇。现辖21个村和1个社区居委会。
1900年7月21日，意大利天主教传教士郭西德在此被杀，弃尸江中。

## 地理
全镇最高海拔2050米，最低海拔520米（庙子岭村青滩庙），为全县海拔最低点。全镇地域面积230平方公里，东西长15公里，南北宽24公里，辖20个行政村和1个社区居委会，144个村民小组和3个居民小组，总户数7116户，总人口26696人，其中非农业人口1901人，农业人口24795人，共有耕地74755亩，其中常用耕地面积26166亩，其中水田693亩，旱地23473亩。全年农作物播种面积56806亩，退耕还林面积累计6886.9亩。气候湿润，降雨充沛。年平均气温21摄氏度，最高气温32摄氏度，最低-4摄氏度，无霜期220-240天，年降雨量950毫米，蒸发量929.4毫米，四季气候明显，本镇属于北亚热带气候，适宜于各种粮食作物，经济作物的生长。

## 行政区划
燕子砭下辖以下地区：
燕子砭社区、沈家坝村、枣林坝村、孟家梁村、沈家坪村、郭家山村、青岗坪村、岛湾村、木槽沟村、东丽村、绿竹沟村、梨家垭村、潘家坝村、蔡家地村、寄刀沟村、胡家院村、新场街村、中坝村、栗子园村、井田坝村和林树坪村。

## 交通
燕子砭镇内交通较为发达，宁青（宁强-青木川）公路东西横贯，境内全场23.5公里，经沈家坝、枣林坝、木槽沟、中坝、黑堰沟4个村，向西通往九寨沟，为汉中通往九寨沟旅游胜地的唯一捷径。境内有两条跨省跨县公路，向北有康燕（燕子砭-甘肃康县）公路。全长14公里，途径岛湾、青岗坪、潘家坝、梨树垭4个村，与甘肃托河连接可进入康县阳坝镇，向南有千大（燕子砭-四川朝天区大滩镇）公路，途经枣林坝、孟家梁2村，境内全长9.8公里，由此进入朝天区上108国道。两条跨境公路与阳青公路汇聚构成公路十字骨架，使嘉陵江大桥和两座铁路复线大桥在袁家坪形成“三桥跨嘉陵”的壮丽景观。宝成铁路复线在本镇过境21公里，设有燕子砭、丁家坝2个火车站。